# Elisabeth Zäch
Elisabeth Zäch (* 4. Dezember 1954) ist eine Schweizer Politikerin (SP). Sie war von 1. Januar 2009 bis 31. Dezember 2016 Stadtpräsidentin von Burgdorf.
Zuvor war sie von 2001 bis 2008 Gemeinderätin. Sie ist seit dem 1. Juni 2010 Mitglied des Grossen Rats des Kantons Bern.
Zäch absolvierte das Gymnasium in St. Gallen. Sie ist ausgebildete Journalistin und arbeitete bei Radio DRS und verschiedenen Printmedien. Von 1989 bis 2008 war sie Inhaberin und Geschäftsführerin einer Buchhandlung in Burgdorf.